# Улица страха, 3. део: 1666.
Улица страха, 3. део: 1666. (енгл. Fear Street Part Three: 1666) амерички је натприродни хорор филм из 2021. године, редитељке Ли Јаник, са Кијаном Маедиром, Ешлијем Цукерманом, Џилијан Џејкобс, Оливијом Скот Велч, Бенџамином Флоресом и Дарел Брит-Гибсоном у главним улогама. Представља последњи део трилогије Улица страха, која је базирана на серији романа Р. Л. Стејна, као и директан наставак филмова Улица страха, 1. део: 1994. и Улица страха, 2. део: 1978. Радња приказује порекло проклетства које је у 17. веку бачено на становнике насеља Шејдисајд, као и преживеле из претходна два дела, који покушавају да га окончају.
Филм је сниман у Џорџији паралелно са преостала два дела из трилогије у продукцији издавачке куће Твентит сенчури фокс. Објављен је 16. јула 2021, на Нетфликсу. Добио је претежно позитивне оцене критичара, боље од првог и лошије од другог дела. Критичари сајта Ротен томејтоуз оценили су га са 90%, а публика са 76%.
За разлику од претходна два дела, који су били инспирисани слешер филмовима из периода 70их, 80их и 90-их, трећи део је више инспирисан модерним фолк хорором Вештица: Народна прича Нове Енглеске (2015) и историјском драмом Нови свет (2005).

## Радња
Након догађаја из претходног дела, Дина Џонсон и њен брат Џош покушавају да са Констанцом Берман прекину проклетство које је у 17. веку бачено на Шејдисајд. Дина има визије догађаја који су проузроковали клетву...

## Улоге
| Глумац              | Улога                              |
| ------------------- | ---------------------------------- |
| Кијана Мадеира      | Дина Џонсон / Сара Фир             |
| Елизабет Скопел     | права Сара Фир                     |
| Ешли Цукерман       | Соломон Гуд / Ник Гуд              |
| Џилијан Џејкобс     | Констанца „Зиги” Берман            |
| Сејди Синк          | млада Зиги Берман                  |
| Тед Садерланд       | млади Ник Гуд                      |
| Оливија Скот Велч   | Хана Милер / Саманта „Сем” Фрејзер |
| Бенџамин Флорес мл. | Хенри Фир / Џош Џонсон             |
| Дарел Брит-Гибсон   | Мартин                             |
| Ренди Хевенс        | Џорџ Фир                           |
| Јулија Ревалд       | Лизи / Кејт                        |
| Метју Зак           | Алдерман Гуд / мајор Вил Гуд       |
| Фред Хечингер       | Исак / Симон                       |
| Мајкл Чандлер       | Сирус Милер                        |
| Емили Рад           | Синди Берман                       |
| Лесли Камп          | Грејс Милер / госпођа Фрејзер      |
| Макејб Слај         | луди Томас / Томи Слејтер          |
| Џордин Динатале     | Руби Лејн                          |
| Џордана Спиро       | госпођа Лејн                       |
| Џереми Форд         | Кејлеб / Питер                     |
| Рајан Симпкинс      | Алис                               |